# محمد أولجايتو
محمد خدابنده أولجايتو (678 هـ / 1280م - 716 هـ / 1316م) ثامن ملوك الإلخانية. حكم بين عامي 1304 و1316م. هو ابن حفيد هولاكو، وابن أرغون، وشقيق وخليفة محمود غازان على عرش الإلخانية.

## حياته
عمّدته أمه لدى ولادته مسيحياً باسم نيقولا، تحول إلى الإسلام السني و تحول إلى المذهب الشيعي وذلك بتأثير شخصيات شيعية بارزة مثل ابن المطهر الحلي والسيد تاج الدين الآوي. حارب المماليك إلا أنه لم يستطع أن يتغلب عليهم. قام بإكمال بناء مدينة سلطانية التي بدأ أخوه محمود غازان في بنائها واتخذها عاصمة لدولته، ومن المرجح بقائه على المذهب الشيعي حتى مقتله مسموما من قبل رشيد الدين الهمداني  أو أنه رجع أواخر حياته إلى الإسلام السني بسبب تأثير قاضي شيراز مجد الدين لأنه أمر بأرجاع الاعتبار للصحابة على المنابر. وتذكر مخطوطة أن عهد محمد أولجايتو شهد إقرار قانون يخير المسيحيين بين الإسلام أو دفع الخراج والجزية ونتف لحاهم وشمر وجوههم، وحين رضى المسيحيين بشروطه، أمر بخصيهم وسمل إحدى عيناهم.

## وفاته

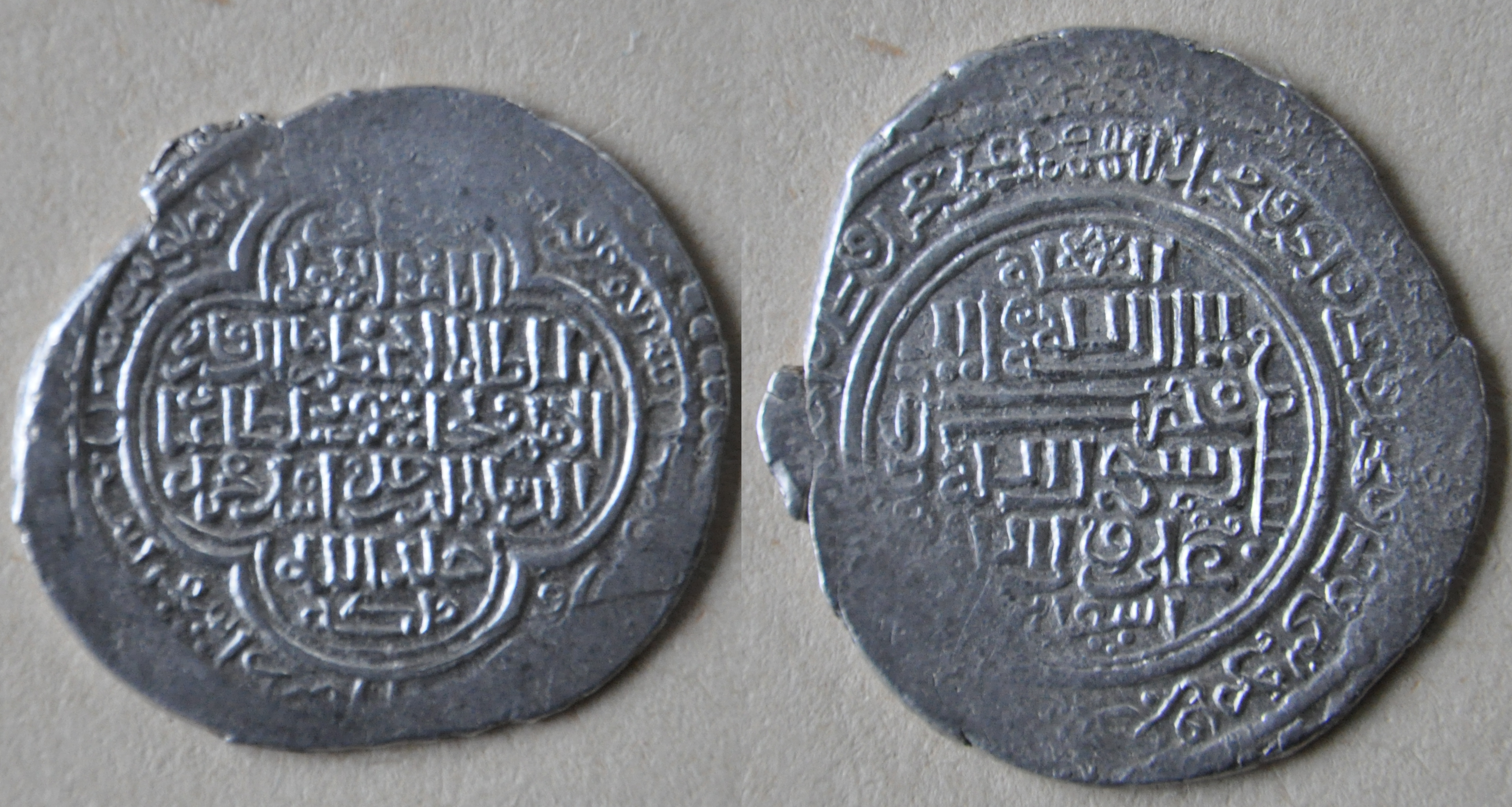
درهمان من الفضة من عهد محمد خدابنده أولجايتو تم سَكّهما في مدينة الموصل سنة 710 هـ/ 1308 م

توفي في 28 رمضان 703هـ / 16 ديسمبر 1316 وهو في السادسة والثلاثين من عمره، ودُفِن في ضريح قبة السلطانية(كان قد بناه لنفسه وأوصى بأن يُدفن فيه)، بعد أن ترك ذكرى طيبة في تاريخ إيران، عبر عنها المؤرخ الكبير ابن الفوطي بقوله: «لم يَلِ من ملوكهم –أي المغول- أعدل منه ولا أكرم، ولا أجمع لصفات الخير وأسباب الصلاح».